# ريبيكا هال
ريبيكا هال (بالإنجليزية: Rebecca Hall)‏ هي مغنية أمريكية، ولدت في 22 فبراير 1965.